# Boqueho
Boqueho (bretonska: Boskazoù, gallo: Boco) är en kommun i departementet Côtes-d'Armor i regionen Bretagne i nordvästra Frankrike. Kommunen ligger i kantonen Châtelaudren som tillhör arrondissementet Saint-Brieuc. År 2022 hade Boqueho 1 054 invånare.

## Befolkningsutveckling
Antalet invånare i kommunen Boqueho
Referens:INSEE